# 中鋁礦業國際
中鋁礦業國際（港交所除牌前3668.HK）是中國鋁業公司旗下公司，主要在秘魯Morococha開採Toromocho銅礦項目。
2012年，中鋁礦業國際曾計劃在香港上市，集資10億美元。分拆中鋁礦業國際的計劃，於2013年才落實進行，招股價介乎1.52至1.91元，集資26.8至33.7億港元。中鋁礦業國際引入了Trafigura Beheer BV、銅陵有色、珠海鸿帆控股、Louis Dreyfus Commodities Metals Suisse及力拓作為基礎投資者。最終招股定價為每股1.75港元，2013年1月31日上市。
2016年9月14日，中鋁礦業國際被母公司中國鋁業公司提出私有化建議，價格為每股1.39港元，涉資額為25.26億港元，原因是倫敦金屬交易所（港交所旗下公司）所報的銅價已從2013年1月31日的3.77美元╱磅下跌約43%至最後交易日的2.15美元╱磅。對該公司前景不利，加上營運成本壓力增加。
私有化獲得通過後，中鋁礦業國際於2017年3月撤銷上市地位。

## 外部連結
- 中鋁礦業國際公司網站
- 中鋁礦業國際招章程 （页面存档备份，存于）